# Tricholoma bresadolanum
Tricholome de Bresadola
Espèce
Synonymes
- Tricholoma murinaceum Bull. sensu Bresadola, 1927[1],[2]
- Tricholoma bresadolae Clemençon, 1977[1],[2]

Tricholoma bresadolanum, le Tricholome de Bresadola, est une espèce de champignons (Fungi) Basidiomycètes du genre Tricholoma. Il produit un sporophore de taille moyenne à assez grande comportant un chapeau gris convexe sans véritable symétrie et arborant des fibrilles et des mèches noirâtres. Son pied est grisâtre également recouvert de petites mèches noirâtres à l'exception de sa base souvent roussâtre. Ses lames sont grises tachées de noir et dégagent une odeur faible d'herbe ou de terre. Sa chair grise présente un goût amer à piquant. Cette espèce plutôt rare en Europe forme des ectomycorhizes avec les chênes et possiblement avec le châtaignier,. Son épithète spécifique, « bresadolanum », est un hommage au mycologue italien Giacomo Bresadola qui a figuré cette espèce en 1927 sous le nom Tricholoma murinaceum (Bull., 1791) ex Cooke (1881), une illustration désignée postérieurement par H. Clémençon comme typique de T. bresadolanum.
De par son aspect informe et sale ainsi que sa chair grise, ce Tricholome est assez typique pour ne pas être confondu, les autres Tricholomes mèchuleux ayant une chair blanche. Tricholoma sciodes est une espèce proche qui possède un chapeau gris plus foncé, plus umboné et finement mèchuleux. En outre, son pied gris brunâtre est soit lisse, soit finement mèchuleux ou fibrilleux. Et sa chair est blanche,.